# Motivation Radio
Motivation Radio è il terzo album in studio del musicista progressive rock Steve Hillage, registrato a Los Angeles nel luglio del 1977 e pubblicato dalla Virgin Records nel 1977.

## L'album
Il disco risente del declino che stava attraversando la musica progressive, eclissata dall'emergente punk rock. La stessa Virgin aveva dal maggio precedente messo sotto contratto i Sex Pistols. L'etereo misticismo tipico degli hippy che aveva caratterizzato la musica di Hillage fino ad allora, soprattutto quella dei Gong di cui era stato la chitarra solista, lascia il posto a una musica più compatta caratterizzata da frequenti momenti funky. Rispetto ai due album precedenti, in cui erano presenti lunghe suite caratteristiche dei gruppi progressive, Motivation Radio è composto da brani più brevi pensati per essere trasmessi alla radio.
L'album risente inoltre dell'influenza esercitata dal produttore Malcolm Cecil, che negli anni precedenti aveva prodotto quattro dischi di Stevie Wonder. In seguito, Hillage avrebbe affermato che l'apporto di Cecil gli fu utile per imparare il lavoro di produttore, nel quale si sarebbe cimentato con successo qualche anno più tardi. L'album fu registrato in California presso i Record Plant Studios di Los Angeles nel Luglio 1977 e mixato presso i Westlake Audio di Hollywood. Sempre ai Westlake Audio fu registrata la chitarra glissando il giorno 7-7-'77, considerato di buon auspicio.
Tra gli strumenti utilizzati ci fu l'enorme sintetizzatore polifonico artigianale TONTO, acronimo di "The Original New Timbral Orchestra", progetto elettronico costruito e suonato dallo stesso Malcolm Cecil. Altri sintetizzatori e tastiere furono suonati da Miquette Giraudy, la compagna di Hillage, e dallo stesso Hillage. Proprio l'uso dei sintetizzatori ed il glissando alla chitarra garantisce continuità con lo space rock suonato nei dischi precedenti di Hillage e dei Gong, Di tutti gli altri strumenti utilizzati in tali dischi, rimangono solo il basso e la batteria.
Motivation Radio entrò nelle classifiche di vendita britanniche il 22 ottobre 1977 e vi rimase 5 settimane, arrivando al 28º posto. In Italia fu distribuito dalla Dischi Ricordi, ma non arrivò nelle classifiche. In confronto ai precedenti Fish Rising ed L, l'album ebbe un successo commerciale modesto e buona parte della stampa specializzata si rifiutò di recensirlo giudicando la sua musica sorpassata dalle nuove tendenze di quel tempo.

## Tracce
Musica composta e arrangiata da Steve Hillage, testi e Concept di Steve Hillage e Miquette Giraudy, tranne dove specificato.

### Lato A
1. Hello Dawn - 2:48
2. Motivation - 4:07
3. Light in the Sky - 4:12
4. Radio - 6:13

### Lato B
1. Wait One Moment - 3:25
2. Saucer Surfing - 4:28
3. Searching for the Spark - 5:38
4. Octave Doctors - 3:38
5. Not Fade Away (Glid Forever) - 4:00 (Norman Petty, Glen Hardin)

## Musicisti
- Steve Hillage – chitarra, sintetizzatori, voce
- Joe Blocker – batteria
- Reggie McBride – basso
- Malcolm Cecil – sintetizzatori
- Miquette Giraudy – sintetizzatori

## Dati di Produzione
Prodotto e mixato da Malcolm Cecil
Registrato presso i Record Plant, T.O.N.T.O. e Westlake Audio a Los Angeles (CA)